# Fußballsportverein Salmrohr 1921 e.V.
Fußballsportverein Salmrohr 1921 e.V. é uma agremiação esportiva alemã, fundada em 1921, sediada na aldeia de Salmrohr, na Renânia-Palatinado. 
Criado na década de 1920, o pequeno clube tem recursos limitados e possui sua trajetória em grande parte no circuito local, mas ainda assim conseguiu por duas décadas chegar ao nível III do futebol alemão, a Amateur Oberliga Südwest e West, além da Regionalliga/Südwest. Ainda conquistou um título nacional amador em 1990.

## História
Em 1925, o time tomou parte do Jugendkraft Deutschen, uma liga cujos investidores eram católicos, jogando como DJK Salmrohr/ Dörbach. a equipe moderna foi formada após a Segunda Guerra Mundial, em 1946, como SV Salmrohr. Foi renomeado Fussball Clube Salmrohr 1946, no ano seguinte, e assumiu o nome Fußballsportverein Salmrohr/Dörbach, em 1957. 
Durante os anos 1980 e 1990, o FSV fez campanhas em nível superior na terceira divisão e ganhou a promoção para a temporada da 2. Bundesliga, em 1986-1987, após na fase de qualificação derrotar o SSV Ulm 1846. 
Em 1990, ao bater o Rheydter SV por 2 a 0, venceu o campeonato nacional amador. A equipe novamente se classificou para lutar pelo acesso após o título da Oberliga, em 1992, mas foi derrotado pelo Wuppertaler SV. Entre 1992 e 1996, o Salmrohr conquistou cinco títulos consecutivos da taça regional, no entanto, no final da década de 1990 as performances começaram a declinar. O time caiu para o menor nível do futebol alemão.
Uma tentativa de união parcial com o SV Eintracht Trier 05 para criar um impulso em direção à 2.Bundesliga, em 1997, falhou. No ano seguinte, o clube só escapou do rebaixamento por conta de duas equipes que terminaram à frente, mas que tiveram suas licenças negadas para a disputa do campeonato devido a problemas financeiros. Na virada do milênio, o Salmrohr já se encontrava na Oberliga Südwest, uma chave da quarta divisão. A equipe ainda atuou na Rheinland Verbandsliga, o sexto nível do futebol alemão, a partir da introdução da 3. Liga, em 2008. Na temporada 2010-2011, o time se sagrou campeão da Rheinland Verbandsliga, voltando a integrar a Oberliga Südwest (V).

## Títulos
- Amateur Oberliga Südwest Campeão: 1985, 1992;
- Campeão Alemão Amador: 1990;
- Rhineland Cup Vencedor: 1989, 1992, 1993, 1994, 1995, 1996, 2002;

## Cronologia recente
| Temporada | Divisão                         | Posição |
| 1999–2000 | Regionalliga West/Südwest (III) | 19ª ↓   |
| 2000–01   | Oberliga Südwest (IV)           | 5ª      |
| 2001–02   | Oberliga Südwest                | 3ª      |
| 2002–03   | Oberliga Südwest                | 5ª      |
| 2003–04   | Oberliga Südwest                | 16ª ↓   |
| 2004–05   | Verbandsliga Rheinland (V)      | 2ª      |
| 2005–06   | Verbandsliga Rheinland          | 2ª ↑    |
| 2006–07   | Oberliga Südwest (IV)           | 15ª ↓   |
| 2007–08   | Verbandsliga Rheinland (V)      | 6ª      |
| 2008–09   | Verbandsliga Rheinland (VI)     | 2ª      |
| 2009–10   | Verbandsliga Rheinland          | 4ª      |
| 2010–11   | Verbandsliga Rheinland          | 1ª ↑    |
| 2011–12   | Oberliga Südwest (V)            | 6ª      |